# 伊利亚孔普里达
伊利亚孔普里达是巴西圣保罗州的一个市镇。总面积188.53平方公里，总人口9622人，人口密度51人/平方公里。